# 忍原崩れ
忍原崩れ（おしばらくずれ／おしんばらくずれ）は、弘治2年（1556年）7月に石見国邇摩郡忍原で毛利氏が尼子氏に敗北した戦いを指す。正徳2年（1712年）刊行の軍記物『陰徳太平記』では新原崩（しんばらくずれ）と呼ばれている。

## 背景

### 石見銀山の領有者
石見国邇摩郡大森の石見銀山（大森銀山）は大永7年（1527年）に博多商人の神屋寿禎によって発見され、大内義興の支配の元で本格的な採掘が始まった。
江戸時代後期の文化13年（1816年）に石見銀山の地役人である大賀覚兵衛によって著された『銀山旧記（銀山要集）』によると、享禄4年（1531年）に石見小笠原氏の小笠原長隆が大内氏から銀山を奪取して以降、天文2年（1533年）に大内氏、天文6年（1537年）に尼子氏、天文8年（1539年）に大内氏というように頻繁に領有者が変わる激しい争奪戦が繰り広げられ、天文9年（1540年）からは石見小笠原氏による支配が続いたとされている。しかし、『銀山旧記』は江戸時代に成立した『陰徳太平記』、『小笠原十五代記』、『丸山伝記』等の軍記物や伝記の影響が見られ、全てを事実と見なすことはできないことが指摘されている。
石見小笠原氏は享禄4年（1531年）に石見銀山に近い邑智郡祖式の高城を領有し、天文年間には邇摩郡の大家方面に進出する等、その勢力を拡大させていっているが、石見銀山を直接領有するには至っておらず、尼子氏も天文10年（1541年）3月には安濃郡大田、天文12年（1543年）9月には邇摩郡久利郷に進出して大内方の久利氏と交戦する等の軍事行動を展開してはいるが、天文9年（1540年）から天文10年（1541年）にかけて行われた吉田郡山城の戦いにおける敗戦の影響もあってか、以降の石見国への進出には消極的であったとされる。
以上より、石見銀山は大内義興、大内義隆、大内義長と代替わりしつつも大内氏によって支配されており、石見国安濃郡刺賀郷を本拠とする国人である刺賀長信が石見銀山近くの山吹城の城番に任じられ、天文22年（1553年）4月5日には大内義長から本拠地である安濃郡刺賀郷500貫の知行地や邇摩郡重富村40貫の知行地等を安堵されている。

### 石見銀山と忍原
石見銀山は江戸幕府が天領とするまでは商人の独自権益であり、毛利氏・尼子氏などの諸大名はその産する銀鉱石や銀そのものを輸送する津料（通行税）を徴収していた。その権利を確保するために銀山のすぐ近くに大内氏が山吹城や矢滝城を築いており、銀を産する山の方が両城より標高が高いが鉱夫やその家族を殺傷することは不利益になるため大名はこちらにはあまり手を加えなかったようである。
石見銀山を確保するにあたって大きな焦点になったのは山吹城である。山吹城は急峻な山頂に構えられた堅城であることから力押しでの攻略は難しく、攻め手が取れる手段は城主に有利な条件を提示して調略で降伏させるか、兵糧攻めにして降伏させるかであった。調略が通用しない場合は兵糧攻めを行うこととなり、この兵糧攻めが石見銀山を巡る争いの基本となった。
石見銀山へと尼子氏が進軍するときに使う主要道（現：国道9号線）とT字状に交わる道（現：国道375号線）の途上に忍原は位置している。地元の資料には合戦場は当時、亀谷城（亀谷城山）を中心として周囲に鍛冶屋屋敷や武家屋敷を要する交通と経済の要衝であったとある。
忍原の尼子側拠点である亀谷城が落城した場合は、山吹城を攻めている尼子軍への補給路を毛利軍によって絶たれることを意味し、海路で兵糧を運ぶとしても城の周囲に展開する毛利軍を突破しなければならなくなる。逆に、忍原と亀谷城を尼子側が確保すれば、毛利側の補給路を脅かすことなるため、石見銀山を確保するには両者共に忍原が戦略的には重要な価値を持っていたのである。

## 合戦の経過

### 毛利氏の石見進出
天文24年（弘治元年、1555年）10月1日の厳島の戦いで毛利元就が陶晴賢を破って防長経略を開始すると、弘治2年（1556年）4月までに山吹城の城番を務める刺賀長信が石見国に所領を有する毛利氏家臣の口羽通良（当時は志道通良）を通じて毛利氏に帰順し、引き続き山吹城の城番を務めることで、石見銀山は毛利氏が領有することとなった。
また、西隣に位置する川本温湯城主の小笠原長雄による圧迫を受けていた泉山城主である佐波興連・隆秀父子も口羽通良を通じて毛利氏への帰順を申し出た。防長経略のために周防国玖珂郡岩国に在陣していた毛利元就は、佐波氏の服属が小笠原長雄を刺激してかえって毛利氏との敵対を深めることを危惧し、佐波氏服属の成立は元就・隆元父子が帰陣するまで待つようにと口羽通良に何度も申し送ったが、口羽通良と佐波興連父子は事を急ぎ、元就・隆元父子が岩国に在陣して防長経略に忙しい中で佐波氏の帰順を成立させた。毛利氏は佐波興連の泉山城までの伝えの城として邑智郡の都賀城と用路城を確保し、一方の小笠原長雄は尼子氏との連携を深めた。しかし、元就の懸念通り佐波氏の毛利氏帰順が小笠原長雄を刺激し、佐波氏は石見小笠原氏と尼子氏の挟撃を受ける形となり、佐波氏と石見小笠原氏は同年3月4日と3月7日に邑智郡吾郷村の竹において戦っている。
同年3月、毛利氏による周防国玖珂郡の制圧がほぼ完了したため、石見小笠原氏と尼子氏に挟まれた佐波氏の状況を鑑みて、防長経略を円滑に進めるために尼子氏の進攻に備えて側背の脅威を除く必要に迫られた毛利元就は、吉川元春を石見国に派遣することを決定。3月18日に吉川元春、宍戸隆家、口羽通良、桂元忠らが兵を率いて石見国邑智郡阿須那に進出し、その旨を毛利元就は3月20日に熊谷信直へ返書で報じている。吉川元春らは先に確保した都賀城や用路城に加えて、邑智郡布施村に新たに山南城を築いて防備を固め、佐波興連との連携を強化した。3月25日に毛利元就は吉川元春、宍戸隆家、口羽通良、桂元忠に宛てて書状を送り、邇摩郡方面で必要になれば出陣する旨を伝えている。

### 前哨戦
同年4月1日、毛利隆元は飯田元重を佐波氏の本拠地である泉山城に派遣して佐波興連を助けて城を堅守するよう命じ、さらに4月8日に毛利元就・隆元父子は吉川元春らが進出した邑智郡阿須那の西隣に位置する二ツ山城主・出羽元祐に邑智郡の君谷、高見、山南の地をそれぞれ半分ずつ与えて、吉川元春らを支援するように依頼した。4月11日、邑智郡飯山にて佐波氏と石見小笠原氏が再び戦っている。
毛利元就は5月2日付けの吉川元春と宍戸隆家への返書において、尼子氏と石見小笠原氏への対応は佐波興連や刺賀長信とよく相談して軽挙に及ばないようにすることを命じ、5月7日に毛利元就は吉川元春と宍戸隆家が元就の命に従って佐波の在陣衆と相談の上で佐波興連と刺賀長信と連絡を取り合ったのは良いことであると伝えている。
以上のように毛利元就は防長経略と並行して石見国で大きな問題が発生することを極力回避しようとしていたが、5月上旬から尼子晴久が石見銀山方面への進攻を開始。この時の尼子軍の進攻は吉川元春、宍戸隆家、口羽通良らが防ぎ、尼子軍を撃退することに成功したため、毛利元就は5月11日に吉川、宍戸、口羽の3人に対して書状を送り、尼子軍を撃退したことは大慶であり、とりわけ御内衆の働きは比類なきものであるとその武功を讃えている。
同年6月26日、毛利元就・隆元父子が刺賀長信に書状を送り、刺賀長信父子の進退の儀については承知したので、父子共に粗略に扱うことはしないので安心するようにと伝える。

### 忍原崩れ
同年7月に尼子晴久は更なる大軍を率いて再び石見国に進攻して安濃郡大田に陣を進め、大田の南方約1里にある安濃郡川合に先鋒を派遣して山吹城と毛利軍との糧道と連絡路を遮断した。その対応のために毛利軍も軍を進め、7月29日頃に川合の南方約1里にある邇摩郡忍原において尼子軍と合戦に及んだが、毛利軍は宍戸隆家家臣の宍戸大蔵、山内隆通家臣の須沢某、吉川元春家臣の岡崎七郎次郎をはじめとする死傷者数百人を出す敗戦となった。この時の合戦が後に「忍原崩れ」と称されている。
7月29日、周防国玖珂郡岩国から石見国に出陣する毛利元就は、翌日に石見国邑智郡阿須那へ出陣するので急ぎ同道するように山県就相に出陣を命じているが、忍原にて毛利軍が尼子軍に敗北したとの報せがその日の夜中に元就のもとに届けられ、翌7月30日に元就は安芸国高田郡の北・生田に軍を進めて吉川元春らに助力する旨の書状を桂元澄に宛てて送っている。

### 山吹城陥落
7月末の石見国邇摩郡忍原における合戦で毛利軍を破った尼子晴久は続けて石見銀山まで攻め寄せ、8月初旬には刺賀長信と高畠遠言が籠もる山吹城を攻めるための付城として矢筈城、三ツ子城、三久須城を築いて山吹城を攻撃したが、吉川元春が山吹城の後詰として出陣し、佐波興連も佐波にいた毛利軍の一部と共に西進して山吹城の救援に向かったため、尼子晴久は矢筈城、三ツ子城、三久須城を放棄して一時撤退。撤退する尼子軍の追撃のために山吹城の兵も打って出て、尼子軍を多数討ち取り、8月8日に毛利軍と佐波軍は安濃郡池田を奪取した。
翌8月9日に毛利元就は小早川隆景家臣の乃美宗勝に対する返書で、石見国おける戦況を伝えて引き続き安濃郡大田へ進軍する予定と伝達すると共に、もし直ぐに石見小笠原氏と決着できるのであれば攻め切り、そうでなければ石見小笠原氏については後回しにしてまずは周防国へ向かうようにと指示した。
8月12日に毛利隆元は尼子軍と戦うために石見国に在陣している者たちのもとへの使者として派遣するために糸賀平左衛門尉に出頭を命じ、刺賀と静間の大工によく言い聞かせるために佐波隆秀にも石見銀山に赴くよう命じる。また、8月26日に毛利元就は佐波興連・隆秀父子に邑智郡都賀の半分を知行として与え、尼子氏と小笠原氏への対抗のために用路城を守るよう命じた。
また、吉川元春は8月30日に石見国那賀郡周布郷の国人・周布氏の一門である周布兼遠からの邇摩郡福光についての申し出を了解したとして50貫を与えると伝えると共に、尼子軍が武略を講じているが油断しなければ問題無いと伝えている。さらに翌9月1日に毛利元就は周布氏当主の周布千寿丸（後の周布元兼）に所領を安堵し、周布氏重臣の周布兼遠、吉地右衛門尉、松武大蔵少輔に佐波氏への支援や大内氏に属する那賀郡三隅の三隅氏への対応を求めている。
しかし、一時撤退していた尼子晴久が再び進攻して9月3日までに刺賀長信や高畠遠言が守る山吹城をはじめとして石見銀山方面の毛利方の諸城を攻略。晴久は9月3日に益田兼貴と益田兼順に書状を送って、石見銀山方面の敵城を全て制圧したことを伝え、油断無きことを求めている。さらに尼子晴久は開城した刺賀長信と高畠遠言を温泉津の海蔵寺で自害させ、出雲国飯石郡須佐の高櫓城主・本城常光を山吹城の城番に任じ、石見銀山の支配に当たらせた。また、尼子氏はこの石見銀山を手中に収めることを確実にする為に在地豪族の温泉英永と尼子氏の直臣である多胡辰敬・牛尾久清との連絡網を構築する。
山吹城の陥落に際して、刺賀長信の三男である刺賀吉信は毛利氏のもとに逃れており、弘治3年（1557年）8月19日に毛利氏の奉行人から石見国に帰国するまでの当座の知行地として長門国吉田郡松屋村で70石の地を預けられた。

## 戦後
弘治3年（1557年）4月に防長経略を完了させた毛利元就は、永禄2年（1559年）2月に同盟相手である備中国の三村家親を助けるために毛利隆元、吉川元春、小早川隆景らと共に備中国に出陣し、尼子氏の後ろ盾を得て三村家親と対立した庄為資を降伏させ、備中国をほぼ平定した。
同年5月4日に備中国から吉田郡山城に帰還した毛利元就らはほとんど休む間もなく、5月20日に吉田郡山城から石見国に出陣。同年5月末から尼子方の小笠原長雄の本拠地である川本温湯城への攻撃を開始して、8月には小笠原長雄を降伏させた。
毛利軍は続いて本城常光が守る山吹城の攻略を目指したが、豊前国において門司城をめぐる大友氏との戦いが激化したことで石見方面に戦力の集中的投入が困難となったため、力攻めによらない調略等での山吹城奪取を検討したが、それまで石見国中部・東部の無二の毛利与党であった音明城主の福屋隆兼が石見小笠原氏服属後の処遇に対する不満を理由として尼子方に寝返ったため、山吹城の攻略を一旦断念することとなる。
永禄4年（1561年）に小笠原長雄に山吹城を攻撃させたが、本城常光の抗戦により陥落させることは出来なかった。そこで毛利氏は永禄5年（1562年）6月に本城常光を懐柔して寝返らさせることで、尼子氏から石見銀山を奪還することに成功した。

## 合戦の時期についての旧説
忍原崩れの時期について、かつては永禄元年（1558年）とする説もあり、書籍や自治体史、現地の案内板の説明でも採用されていた。
しかし、原慶三等の研究者によって関係する古文書の年代比定が進められた結果、永禄元年（1558年）説は既に否定されており、上記のように弘治2年（1556年）であることが定説となっている。
なお、山吹城の落城時期についても江戸時代に成立した諸資料では相違があり、『芸陽記』や『吉田物語』は永禄元年（1558年）、『陰徳太平記』では永禄2年（1559年）、『銀山旧記』では永禄4年（1561年）、『安西軍策』では永禄5年（1562年）としている。